# The House with the Tall Porch
The House with the Tall Porch è un cortometraggio muto del 1912 diretto da J. Searle Dawley, accreditato come "J.S. Dawley".

## Produzione
Il film fu prodotto dalla Edison Manufacturing Company.

## Distribuzione
Distribuito dalla General Film Company, il film - un cortometraggio in una bobina - uscì nelle sale cinematografiche degli Stati Uniti il 22 marzo 1912.